# Рудольф фон Рейнфельден
Рудольф Швабский, граф Рейнфельденский (нем. Rudolf von Rheinfelden; ок. 1025 — 16 октября 1080, Мерзебург) — антикороль Германии с 1077 года, противник императора Генриха IV и сторонник папы Григория VII в борьбе за инвеституру.

## Биография

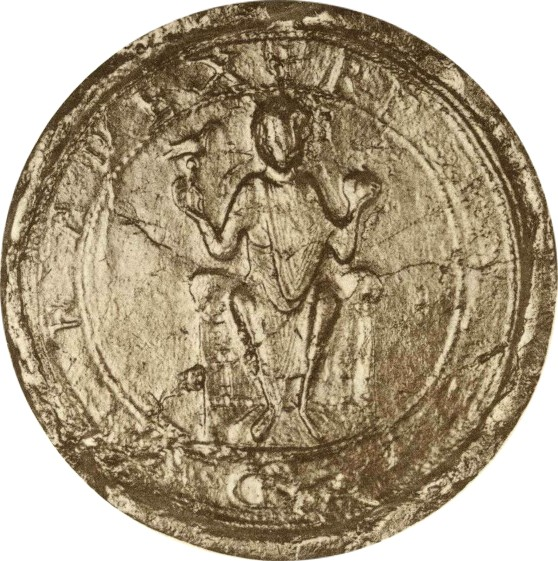
Королевская печать Рудольфа

### Правление
В 1057 году Рудольф получил герцогство Швабию и управление Бургундией от императрицы Агнесы, матери и регентши малолетнего Генриха IV, и вступил в брак с её дочерью Матильдой.
Рудольф содействовал победе Генриха над восставшими саксонцами при реке Унструте в 1075 году, но затем перешёл на сторону противников Генриха.
На собрании князей в 1076 году участвовал в решении лишить Генриха престола, если тот в течение года не освободится от церковного отлучения. Несмотря на то, что Генрих IV получил в Каноссе отпущение грехов, князья в отсутствие папских легатов избрали Рудольфа королём (в Форхгейме 15 марта 1077 года), с тем условием, чтобы выборы епископов были свободны, а королевский сан ни в каком случае не был бы наследственным. 26 марта Рудольф короновался в Майнце.
7 августа 1078 года между Генрихом и Рудольфом произошла битва при Мелльрихштадте на реке Штрой, с сомнительным исходом.
При Флархгайме, 27 января 1080 года, Рудольф одержал победу, после чего Генрих повторно был отлучен от церкви. При Хоэнмёльзене, 15 октября 1080 года, победил Рудольф, но один из рыцарей Генриха во время битвы прорвался к Рудольфу, отрубил ему руку и нанес тяжелую рану в живот. Рудольф умер днем позже и был похоронен в Мерзебурге, где сохраняется отрубленная у него в битве кисть руки.

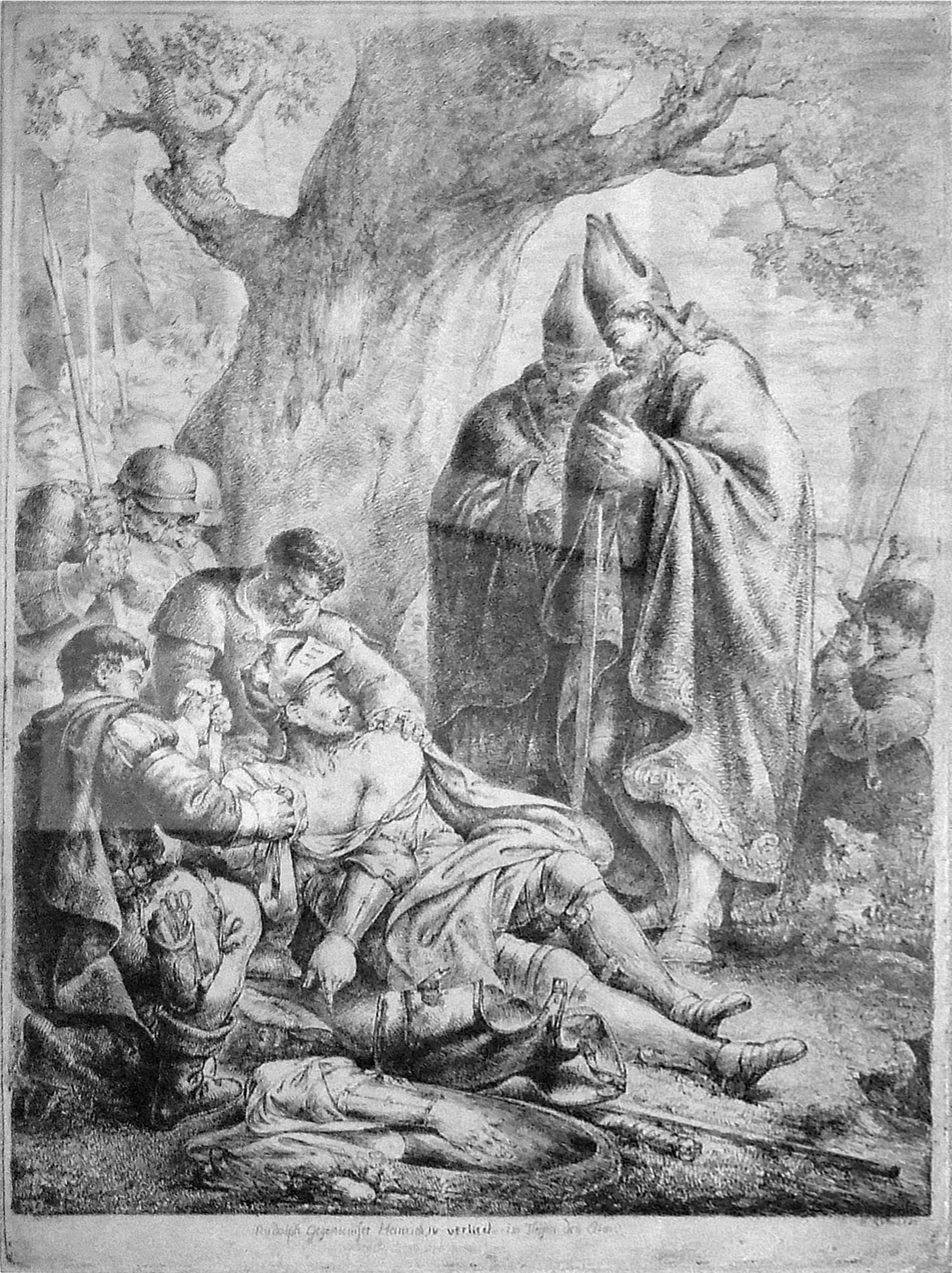
Бернхард Роде Рудольф Рейнфельденский теряет руку

### Брак и дети
- 1-я жена: (с 1059 года) Матильда Франконская (октябрь 1048 — 12 мая 1060), дочь Генриха III, императора Священной Римской империи, и Агнессы де Пуатье. Дети:
  - Бертольд I (1060 — 18 мая 1090), герцог Швабии с 1079
- 2-я жена: (с 1067 года) Аделаида Туринская (ок. 1052—1079), дочь графа Оттона I Савойского. Дети:
  - Аделаида (ум. 1090); муж: с 1078 года Ласло I Святой (ум. 1095), король Венгрии
  - Берта (ум. после 1128), графиня фон Келмютц; муж: с до 1077 Ульрих X (ум. 1097), граф фон Брегенц
  - Оттон (ум. в млад.)
  - Агнес (ум. 19 декабря 1111); муж: (с 1077/1079) Бертольд II (до 1055—1111), герцог фон Церинген